# Trine Louise Borake
Trine Louise Borake (født 5. oktober 1970 i Brabrand)[kilde mangler] er en dansk arkæolog, der både er kendt for sit arbejde med detektorfund fra yngre jernalder og introduktionen af den anarkistiske samfundsteori i dansk arkæologo. Borakes forskning kredser om magt og samfundsorganisation med afsæt i den materielle kultur, som detektorfundene repræsenterer - ofte i en rural kontekst. Borake arbejder også med den middelalderlige landbebyggelse og overgangen fra vikingetid til middelalder.

## Karriere
Trine Louise Borake fik sin studentereksamen fra Skt. Jørgens Gymnasium i 1990. Borake blev bachelor i historie fra Københavns Universitet i 2000. Dernæst blev hun bachelor i forhistorisk arkæologi i 2002. I 2003 blev Borake master i middelalderarkæologi fra University of Glasgow, og i 2010 fik Borake sin magisterkonferens i forhistorisk arkæologi fra Københavns Universitet.
I 2019 blev Borake ph.d. med afhandlingen No man is an island - social organisation and anarchism in Western Zealand from 550-1350 i et samarbejde mellem Museum Vestsjælland og Aarhus Universitet med Søren Sindbæk som hovedvejleder og et særligt fokus på den kendte lokalitet Tissø.
Borake har arbejdet som museumsinspektør på Museum Vestsjælland siden 2011.[kilde mangler] Forud for det har Borake arbejdet på flere lokalmuseer som feltarkæolog, hvilket har givet hende en solid fornemmelse for både det museale landskab og den virkelighed, der skaber arkæologers arbejdsvilkår og kildemateriale. Arkæologers arbejdsvilkår har Borake også arbejdet med som formand for Foreningen af Fagarkæologer fra 2009-2012.
Borake arbejder med et bottom-up perspektiv på detektorfund, og har introduceret et anarkistisk teoretisk samfundsperspektiv i dansk og skandinavisk arkæologisk forskning. Borakes forskning har undersøgt detektorfundenes spredningsmønstre, kontekst, status og funktion, hvorefter resultaterne er blevet undersøgt på baggrund af et anarkistisk samfundsperspektiv. Et anarkistisk samfundsperspektiv antager, at mennesker tilstræber frihed og selvbestemmelse og vil modarbejde uønsket autoritet. I denne samfundstype tillader borgerne legitime ledere, mens illegitime ledere bliver mødt med modstand og oprør funderet i en stærk netværksorganisering. Det hierarkiske forskningsperspektiv har haft stor indflydelse på den arkæologiske fortolkningsramme. Borakes nye forskningstilgang giver et forfriskende og nuanceret blik på forhistorien.
Historiker Anders Lundt Hansen har beskrevet Borakes forskning i den tidlige vikingetids magtstrukturer som "det hidtil skarpeste opgør med den nationale tendens i dansk arkæologi".
Borakes seneste forskningsprojekt er et samarbejde med Mads Dengsø Jessen og Nationalmuseet om våben i Vestsjælland. Sammen skal de undersøge fund af våben og rideudstyr fra år 1-1000 e.Kr., da disse genstandstyper kan kaste lys på områdets regionale organisation.
I sit arbejde med den middelalderlige landbebyggelse har Borake beskæftiget sig med den rolle, som landsbyerne har spillet i udviklingen af det middelalderlige samfund. Borake har fokuseret på de elementer, der kræver stærke netværk, skaber resiliens og giver økonomisk overskud. Dermed har Borake fokus på landsbyboernes indflydelse på samfundsindretningen og samfundsudviklingen.
Borake har også formidlet detektorfundene i både populærvidenskabelige tidsskrifter som Fund og Fortid, Skalk og videnskab.dk, Hun deltager også i podcast der fortæller om detektorfund, anarki og magt i Vestsjælland, og holder mange foredrag.

### Bøger
- 2019 No man is an island. Anarchism and social complexity in Western Zealand 550-1350. Ph.d.-afhandling. Aarhus Universitet.

### Artikler
- 2017 "Bottlenecks and Anarchism: Local Reactions and Centralization of Power at the Tissø Complex, Denmark AD 500–1050". Lund Archaeological Review. 23 (2017), S. 1-8.
- 2019 "Anarchistic action. Social organization and dynamics in southern Scandinavia from the Iron Age to the Middle Ages. Archaeological dialogues, 2019, Vol.26 (2), S. 61-73.
- 2020 "Anarkisme i dansk arkæologi. Arkæologisk Forum, 43, S. 3-11.
- 2020 "Magt, pragt og agt: detektorpladser rundt om Tissø. Fund & Fortid, 3, S. 20-26.
- 2020 "Boeslundekvinden - et uventet heldigt fund". Skalk, 6, 2020. S. 19-21.
- 2021 "En vestsjællandsk middelalderbebyggelses udvikling og relationer. Mellemmarken 1 og Tidselbjerg fra 900-1300". Gefjon - Arkæologiske Studier og rapporter, 6, S. 8-77. ISBN 978 87 7219 717 3
- 2021 "Ambiguous Boeslunde Figure". Danish journal of archaeology, 2021, Vol.10, S.1-17. DOI: https://doi.org/10.7146/dja.v10i0.123327
- 2021 "En kvinde med særlige kræfter". I: Tommy Heisz (red.) 2021. Danmark før os, Nationalmuseet. ISBN 978-87-7238-494-8
- 2022 "Rurale relationer". I: Mette Svart Kristiansen, Morten Søvsø & Anders Hartvig (red.) Landskaber og strategier. Sociale miljøer og identitet. Middelalderens rurale Danmark 3. Jysk Arkæologisk Selskabs Skrifter. S. 93-109. ISBN 978 87 9342 384 8
- 2022 Affiliated and antagonistic actions. Tings tale - tidsskrift for materiel kultur 4, 2022, S. 27-44. ISBN 978 87 7219 688 6